# Longrita zuytdorp
Longrita zuytdorp är en spindelart som beskrevs av Norman I. Platnick 2002. Longrita zuytdorp ingår i släktet Longrita och familjen Trochanteriidae.
Artens utbredningsområde är Western Australia. Inga underarter finns listade i Catalogue of Life.